# Arsenal-Delanne 10
Arsenal-Delanne 10 là một mẫu máy bay tiêm kích thử nghiệm của Pháp. Mẫu máy bay này có buồng lái phía sau và kiểu cánh kép lệch.

## Tính năng kỹ chiến thuật
Dữ liệu lấy từ War Planes of the Second World War: Volume One Fighters
Đặc tính tổng quan
- Kíp lái: 2
- Chiều dài: 7,328 m (24 ft 0,5 in)
- Sải cánh: 10,11 m (33 ft 2 in)
- Chiều cao: 3,00 m (9 ft 10 in)
- Diện tích cánh: 22,50 m2 (242,2 foot vuông)
- Động cơ: 1 × Hispano-Suiza 12Ycrs , 640 kW (860 hp)

Hiệu suất bay
- Vận tốc cực đại: 550 km/h; 297 kn (342 mph) trên độ cao 5.415 m (14.764 ft)
- Thời gian bay: 1,5 giờ
- Trần bay: 10.000 m (32.810 ft)
- Thời gian lên độ cao: 6,5 phút tới độ cao 5.000 m (16.400 ft)

Vũ khí trang bị

- Súng: (proposed)
  - 1× pháo 20 mm và 2× súng máy 7,5 mm MAC 1934
  - 2× súng máy 7,5 mm ở phía sau buồng lái